# Deurne (Waals-Brabant)
Deurne (Frans: Tourinnes-la-Grosse, Waals: El-Grosse-Tourene) is een dorp aan de taalgrens in de Belgische provincie Waals-Brabant en een deelgemeente van de gemeente Bevekom. Het was een zelfstandige gemeente tot het bij de fusie van 1977 toegevoegd werd aan de gemeente Bevekom.

## Geschiedenis
Deurne en Bevekom vormden in de middeleeuwen een enclave van het prinsbisdom Luik in het hertogdom Brabant. Bij de vorming van de gemeenten in 1795 werden beide dorpen samengevoegd tot één enkele gemeente onder de naam Deurne-Bevekom (Tourinnes-Beauvechain). In 1841 werden beide dorpen gescheiden en werden ze beiden een zelfstandige gemeente.

## Bezienswaardigheden
- De Sint-Martinuskerk (Église Saint-Martin) is een van de oudste kerken van Waals-Brabant. Het schip dateert van de 10de eeuw en het koor van omstreeks 1250. De kerk heeft een zware, massieve toren, vandaar de toevoeging la-Grosse in de Franse naam van het dorp.
- De Chapelle du Rond-Chêne ligt op een kruispunt van wegen en werd al in 1571 vermeld. De huidige kapel is van 1768.
- De Moulin Crèvecoeur is een bovenslagmolen op de Néthen.

## Natuur en landschap
Deurne ligt aan de Néthen. De hoogte aan de kerk is 83 meter.

## Demografische ontwikkeling
- Bronnen:NIS, Opm: 1831 tot en met 1970=volkstellingen, 1976= inwonersaantal op 31 december
- 1846: Opsplitsing van Tourinnes-Beauvechain in 1841

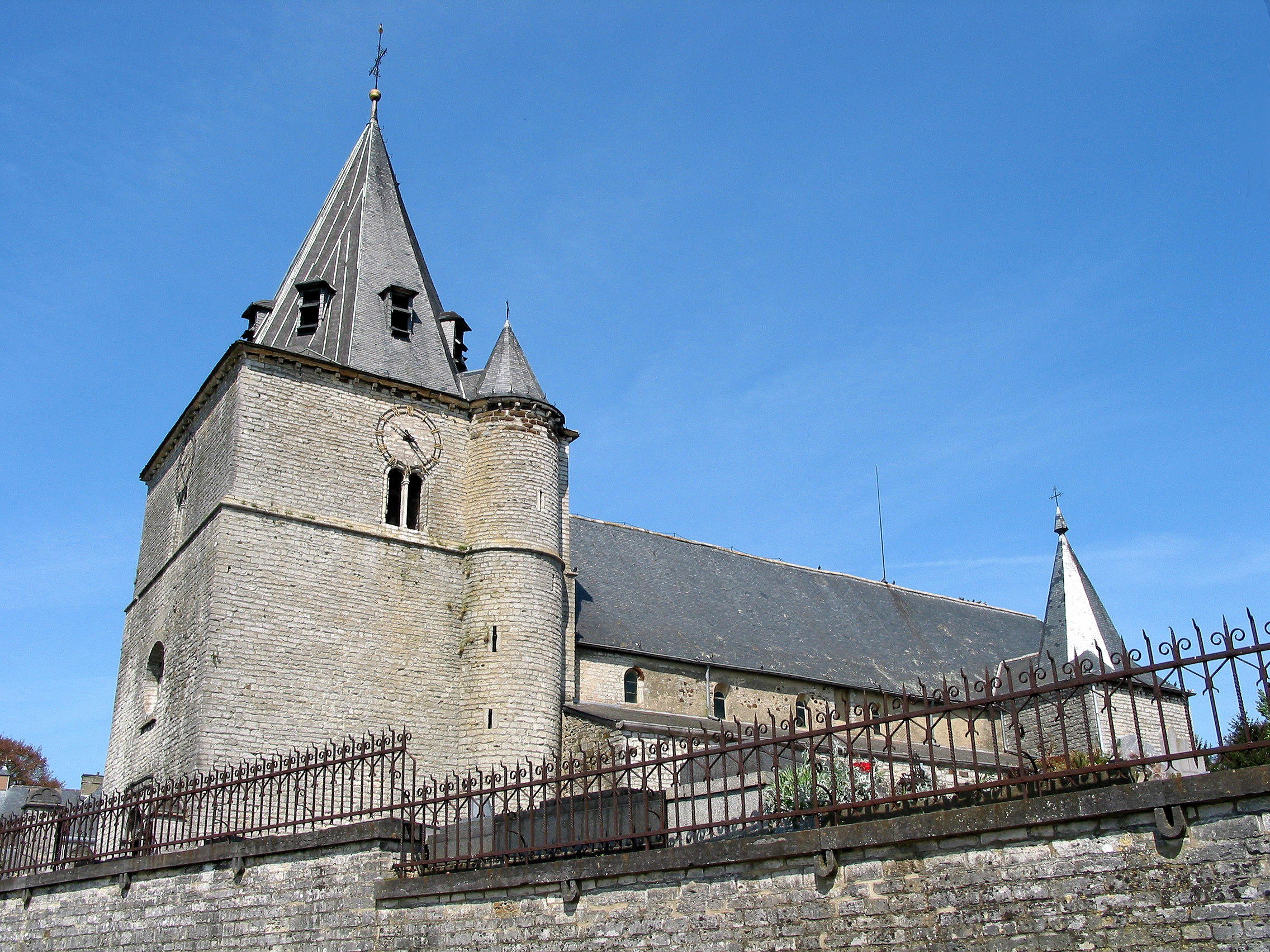
De Sint-Martinuskerk

## Nabijgelegen kernen
Nodebais, Hamme, Mille, Beauvechain, Gottechain
Deelgemeenten: Bevekom · Deurne · Hamme-Mille · Nodebeek · Sluizen 

Overige dorpen en gehuchten: Hamme · La Bruyère · Les Burettes · Mille · Sclimpré

Belgische gemeenten · Arrondissement Nijvel · Waals-Brabant · Wallonië